# Línea 162 (EMT Madrid)
La línea 162 de la EMT de Madrid une Moncloa con El Barrial.

## Características
Vino a sustituir a la antigua línea 284 que unía Moncloa con Casaquemada.
Esta línea une de manera rápida la estación de El Barrial-Centro Comercial Pozuelo y las colonias de Casaquemada y La Florida dentro del barrio de El Plantío con el Intercambiador de Moncloa, sirviendo al barrio de Valdemarín en su recorrido. En un principio esta línea, junto con las líneas 160 y 161, efectuaban su salida desde el exterior de Moncloa. Entre el 8 de febrero de 2010 y el 18 de septiembre de 2022, los autobuses de esta línea establecieron su cabecera dentro del Intercambiador de Moncloa.
Tras las protestas generadas por situar su cabecera en la calle Ferraz primero se trasladó la cabecera al Paseo Moret, y desde el 19 de diciembre de 2022, cambia su cabecera de nuevo a la Plaza de la Moncloa, junto a las líneas 160 y 161. También se debe a que los autobuses utilizados en las líneas con destino Aravaca no están admitidos en el intercambiador subterráneo debido a que son de GNC (gas natural comprimido). Las líneas que originalmente ocupaban esas paradas (G y 46) fueron trasladadas al intercambiador.
Desde el 2 de noviembre de 2022, circula en sentido Moncloa por el carril BUS-VAO de la A-6 de lunes a viernes laborables entre las 06:30 y las 10:00 horas.

### Frecuencias
| Lunes a viernes laborables |               |
| De 6:00 a 21:00            | 7-15 minutos  |
| De 21:00 a 23:00           | 14-22 minutos |
| Sábados laborables         |               |
| De 6:00 a 8:00             | 23-35 minutos |
| De 8:00 a 21:00            | 23-25 minutos |
| De 21:00 a 23:00           | 24-30 minutos |
| Domingos y festivos        |               |
| De 7:00 a 8:00             | 23-35 minutos |
| De 8:00 a 21:00            | 23-25 minutos |
| De 21:00 a 23:00           | 24-30 minutos |

## Recorrido y paradas
Tras salir del intercambiador de Moncloa, la línea toma la Avenida de la Memoria hasta Cardenal Cisneros, donde se incorpora a la A-6. Sigue la autovía dando servicio a la parte oeste de Ciudad Universitaria hasta llegar al Camino de la Zarzuela, donde callejea por El Barrial hasta llegar a la estación de tren.
A la ida también presta servicio a la zona de Casaquemada, dando una vuelta que empieza y termina en la calle Guecho. Por esta calle pasa dos veces, la primera antes de ir hacia Casaquemada, y la segunda tras pasar por esa zona y antes de dirigirse a la estación de tren. Como los indicadores de los autobuses muestran «El Barrial» en ambas ocasiones, las paradas son diferentes y tienen señalización especial para evitar confusiones.

### Sentido El Barrial
| Código | Parada                                     | Común con          | Conexiones con Metro y Cercanías | Otros |
| ------ | ------------------------------------------ | ------------------ | -------------------------------- | ----- |
| 2419   | MONCLOA (Pza. Moncloa - Ejército del Aire) | 161                | Moncloa                          |       |
| 1330   | Cardenal Cisneros                          | 83 133 160 161 164 |                                  |       |
| 1332   | Escuela Agronómica                         | 83 133 164         |                                  |       |
| 1334   | Palacio de la Moncloa                      | 83 133 164         |                                  |       |
| 1336   | Estadística-Geografía e Historia           | 83 133             |                                  |       |
| 1338   | Veterinaria                                | 83 133 164         |                                  |       |
| 4308   | Puente de San Fernando                     |                    |                                  |       |
| 4309   | Padre Huidobro-Carretera de Castilla       | 658                |                                  |       |
| 3468   | Blanca de Castilla-Camino de la Zarzuela   |                    |                                  |       |
| 3470   | Cementerio de Aravaca                      |                    |                                  |       |
| 5345   | Camino de la Zarzuela-Valdemarín           | 815                |                                  |       |
| 3472   | Camino de la Zarzuela-Cabellera Berenice   |                    |                                  |       |
| 5678   | Valle de Toranzo-Berenice                  |                    |                                  |       |
| 3476   | Príncipe de Viana-Arenas Navarro           |                    |                                  |       |
| 3478   | Príncipe de Viana-Miravalles               |                    |                                  |       |
| 4628   | Príncipe de Viana-Proción                  |                    |                                  |       |
| 4307   | Zumaya-Amorebieta                          |                    |                                  |       |
| 5832   | Deusto                                     |                    |                                  |       |
| 5071   | Motrico                                    |                    |                                  |       |
| 3483   | Lasarte-Zumarraga                          |                    |                                  |       |
| 13     | Guecho-Gobelas                             |                    |                                  |       |
| 3491   | Avenida de Casaquemada                     |                    |                                  |       |
| 5127   | Paradores-Avenida de Casaquemada           |                    |                                  |       |
| 3489   | Paradores-Venta Vieja                      |                    |                                  |       |
| 4877   | Paradores-Guecho                           |                    |                                  |       |
| 3487   | Provincias Vascongadas                     |                    |                                  |       |
| 3485   | Guecho-Ibaiondo                            |                    |                                  |       |
| 14     | Guecho-Gobelas                             |                    |                                  |       |
| 16     | Avenida de la Victoria-Centro Comercial    | 163                |                                  |       |
| 3798   | EL BARRIAL                                 |                    | El Barrial                       |       |

### Sentido Moncloa
Las paradas en cursiva no prestan servicio de lunes a viernes laborables entre las 06:30 y las 10:00 horas.
| Código | Parada                                     | Común con                | Conexiones con Metro y Cercanías | Otros |
| ------ | ------------------------------------------ | ------------------------ | -------------------------------- | ----- |
| 3798   | EL BARRIAL                                 |                          | El Barrial                       |       |
| 18     | Avenida de la Victoria-Centro Comercial    | 163                      |                                  |       |
| 19     | Acceso A6-Avenida de la Victoria           |                          |                                  |       |
| 20     | Guecho-Gobelas                             |                          |                                  |       |
| 21     | Motrico-Lequeitio                          |                          |                                  |       |
| 22     | Amorebieta                                 |                          |                                  |       |
| 3492   | Amorebieta-Deusto                          |                          |                                  |       |
| 4629   | Príncipe de Viana-Proción                  |                          |                                  |       |
| 3479   | Príncipe de Viana-Miravalles               |                          |                                  |       |
| 3477   | Príncipe de Viana-Arenas Navarro           |                          |                                  |       |
| 5679   | Valle de Toranzo-Berenice                  |                          |                                  |       |
| 3473   | Camino de la Zarzuela-Cabellera Berenice   |                          |                                  |       |
| 5346   | Camino de la Zarzuela-Valdemarín           |                          |                                  |       |
| 3471   | Cementerio de Aravaca                      |                          |                                  |       |
| 3469   | Blanca de Castilla-Camino de la Zarzuela   |                          |                                  |       |
| 4311   | Padre Huidobro-Carretera de Castilla       |                          |                                  |       |
| 23     | Estadística-Geografía e Historia           | 83 133 164               |                                  |       |
| 1335   | Palacio de la Moncloa                      | 83 133 164               |                                  |       |
| 1333   | Escuela Agronómica                         | 83 133 164               |                                  |       |
| 1331   | Avenida de la Memoria                      | 46 82 83 132 133 164 G U |                                  |       |
| 2419   | MONCLOA (Pza. Moncloa - Ejército del Aire) | 161                      | Moncloa                          |       |